# Cuadecuc, vampir
Cuadecuc, vampir és una pel·lícula documental espanyola, dirigida per Pere Portabella l'any 1970. Fou rodada en anglès i ha estat doblada al català.

## Argument
Als anys 70, el director madrileny Jess Franco rodava la coproducció hispano-italo-alemanya de Count Dracula, protagonitzada per Christopher Lee. Un fet que un altre cineasta, el català Pere Portabella, va aprofitar per a filmar un documental a manera de making-of sobre la pel·lícula del seu company. Inspirant-se en les preses originals i els terrorífics decorats, Portabella dona la seva pròpia visió del mite de Dràcula, apartant-se del cinema oficial del franquisme i optant per un avantguardisme prohibit a Espanya.
Cuadecuc, vampir és un exemple primitiu dels actuals making-of, un documental que transcendeix la realitat per a explorar camins ficcionats i un film clau a l'hora d'entendre la diferència entre el cinema oficial franquista i el clandestí, mai estrenat a Espanya. El cineasta Pere Portabella va partir de la pel·lícula El comte Drácula, dirigida per Jess Franco, per a reflexionar sobre el cinema de l'època, però també va utilitzar les preses dels actors per a transformar-les en imatges renovades que donessin al públic una nova visió del mite de Drácula.
El resultat és un documental que recorda a l'estètica de Nosferatu i Vampyr, —de Murnau i Carl Theodor Dreyer respectivament— amb una atmosfera misteriosa que només es veu alterada per la banda sonora. Portabella no va superar la censura franquista i es va veure obligat a estrenar la seva pel·lícula més avantguardista a l'estranger. Doncs bé, 38 anys després del seu rodatge i amb l'èxit de El silenci abans de Bach encara present, el realitzador, per fi, estrena a Espanya una de les seves obres més polèmiques.
En 2012 Ricard Carbonell realitza un muntatge entre totes dues pel·lícules en el curtmetratge documental "Dracula vs. Vampir", estrenat en el Festival de Cinema de Sitges 2012.